# 가네하라 노부카쓰
가네하라 노부카쓰(일본어: 兼原信克, 1959년 1월 22일 ~ )는 일본의 외교관이다. 2012년부터 내각관방 부차관보, 2014년부터 국가안전보장국 차장을 역임하고 있다.
가네하라 차장은 2015년 6월 22일 한일 국교정상화 50주년 기념 행사에 아베 신조 일본 총리와 함께 참석하였다.